# 焦磷酸亚铬
焦磷酸亚铬是一种无机化合物，化学式为Cr2P2O7。它可由磷酸铬和金属铬在高温反应制得。磷酸亚铬在高温分解，也会生成焦磷酸亚铬。它和焦磷酸锶在高温反应，可以得到SrCrP2O7。